# Planum Angustum
Planum Angustum és una formació geològica de tipus planum a la superfície de Mart, localitzada amb el sistema de coordenades planetocèntriques a -78.44 latitud N i 286.94 ° longitud E, que fa 206.41 km de diàmetre. El nom va ser aprovat per la UAI l'any 1988 i fa referència a una característica d'albedo.